# Heilige Geestkerk (Veldhoven)
De Heilige Geestkerk was een parochiekerk in de Noord-Brabantse gemeente Veldhoven. De kerk was gelegen tussen de wijken Zonderwijk en 't Look aan Saturnus 8.

## Geschiedenis
Het betrof eigenlijk een boerderij uit 1934, die in 1964 werd ingericht als noodkerk. In 1974 werd deze noodkerk verbouwd, om nu definitief als kerk te fungeren. 
In 2004 werd deze "boerderijkerk" onttrokken aan de eredienst en nog in hetzelfde jaar werd de kerk gesloopt. 
In 2013 werd een monumentje geplaatst om de herinnering aan deze kerk levendig te houden.